# Приклад (зброя)

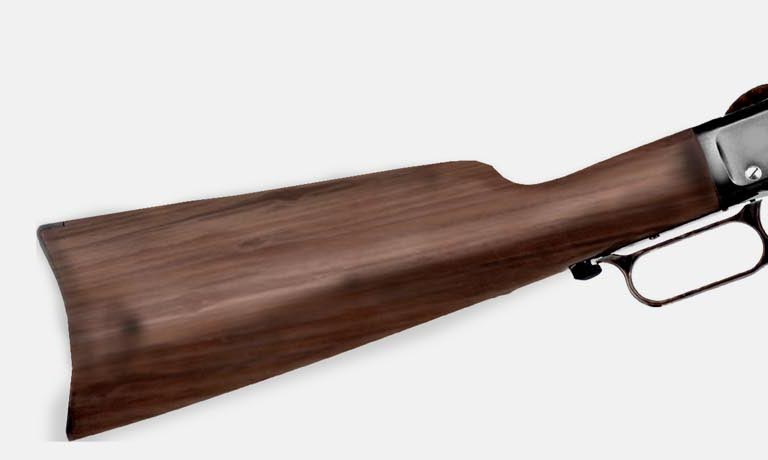
Прямий приклад

Прикла́д, діал. ко́льба (через пол. kolba від нім. Kolbe) — частина ложі або окрема деталь стрілецької зброї, яка слугує для упирання зброї в плече стрільця під час пострілу. Виготовляється звичайно з дерева, пластику або металу. До ствольної коробки приклад прикріпляється нажорстко або на шарнірі (складаний приклад).
Існує різноманітна кількість форм, розмірів та матеріалів прикладів для зброї, деякі з них визнані за міжнародні стандарти.
- Прямий, або англійський приклад. Приклади цього типу найчастіше використовують у магазинних гвинтівках з важільним затвором, оскільки його форма забезпечує необхідний вільний простір для функціонування збільшеної спускової скоби.
- Стандартний приклад з пістолетною шийкою. Верхня сторона цього приклада пряма, а нижня має яскраво виражене пістолетне руків'я.

- Приклад з пістолетною шийкою і виступом для щоки, котрий полегшує прицілювання.
- Німецький приклад. Приклад з пістолетною шийкою та вигнутою задньою частиною.
- Приклад типу «Монте-Карло». Цей тип приклада відрізняється від інших характерною пістолетною шийкою та яскраво вираженою спадаючою верхньою частиною і також виступом для щоки. Цей тип приклада використовується головним чином у великокаліберних та цільових гвинтівках.
- Спортивний приклад. Спортивні гвинтівки нерідко оснащуються прикладами з характерною пістолетною ручкою, котра також може мати спеціальний отвір для великого пальця. Окрім цього спортивні приклади оснащуються регульованими за висотою затильниками.

До появи вогнепальної зброї приклади використовувалися на арбалетах. Першою вогнепальною зброєю, що отримала приклад, вважається аркебуза (близько 1470 р.).
У наш час приклади роблять з найрізноманітніших матеріалів, а в минулому найчастіше їх виготовляли з деревини, зазвичай горіху. Більш дешеві гвинтівки мали приклади з буку.

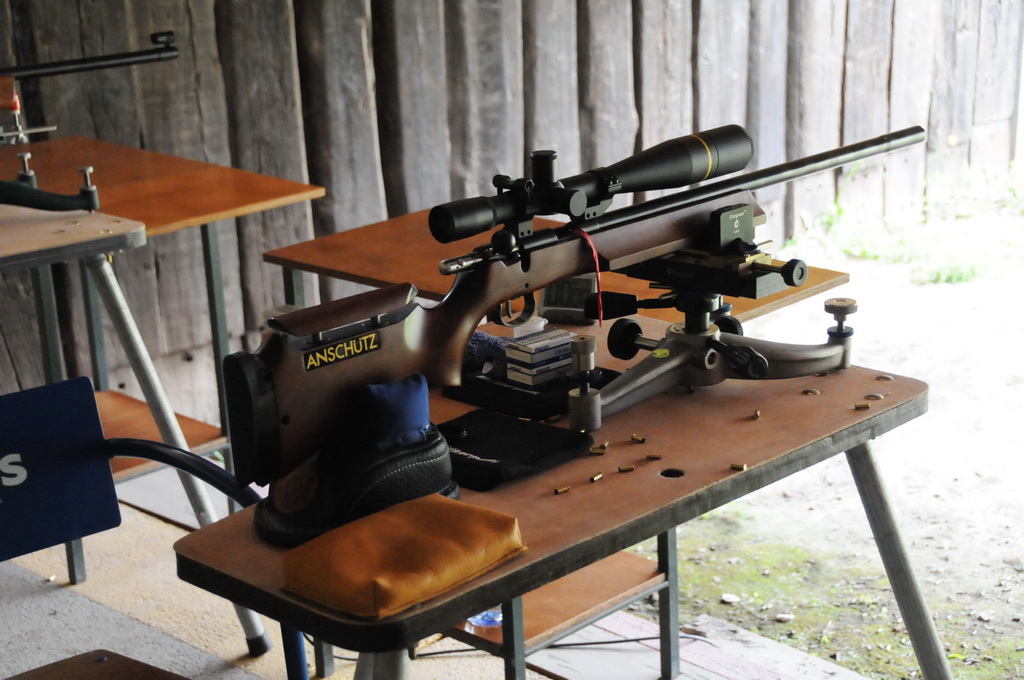
Спортивний приклад